# P.S. Ti amo
P.S. Ti amo (P.S.) è un film del 2004 diretto da Dylan Kidd, tratto dall'omonimo romanzo di Helen Schulman.

## Trama
Louise Harrington è una donna alla soglia dei quarant'anni estremamente insoddisfatta, ha alle spalle un matrimonio fallito con Peter, con il quale è rimasta in buoni rapporti, e lavora come consulente per le ammissioni alle Belle Arti della Columbia University. Un giorno tra le lettere di ammissione rimane colpita da quella dell'aspirante pittore F. Scott Feinstadt, ma rimane ancora più colpita quando lo incontra.
Il ragazzo somiglia in tutto, dal nome, dall'aspetto e dalle aspirazioni artistiche, al suo primo amore degli anni di liceo, morto tragicamente in un incidente automobilistico. Tra i due, nonostante la diversità d'età, nascerà la passione, ma Louise dovrà scontrarsi con la paura di rimettersi in gioco, con le rivelazioni scottanti dell'ex marito, con il fratello ex tossicodipendente Sammy (Paul Rudd) e con la rivalità della sua migliore amica da sempre, Missy (Marcia Gay Harden).